# Quiliano
Quiliano (Cugæn in ligure, prononciation /ky'ʤɛŋ/) est une commune italienne d'environ 7 300 habitants située dans la province de Savone, dans la région Ligurie, dans le Nord-Ouest de l'Italie.

## Géographie
Le commune se trouve dans l’arrière-pays immédiat entre Savone et Vado Ligure, sur la rive gauche de la plaine fertile du fleuve homonyme, cette dernière composée de la convergence de Danè et Trexenda.
Dans la vallée de Quiliano, où dans certaines zones la géographie du territoire a été préservée et maintenue à l’état primitif, sont inclus le Mont Burot (746 mètres) et le Mont Baraccone (819 mètres), tous deux constituant un amphithéâtre naturel. La vallée parallèle du torrent Quazzola, à l’époque romaine traversée par la Via Aemilia Scauri et aujourd’hui par l’autoroute A6, se termine au col de Cadibone ou col d'Altare à 459 mètres d’altitude avec la ligne de partage des eaux entre les Alpes ligures et l’Apennin ligure.

## Histoire
Le 15 germinal an 8, eut lieu le combat de Cadibona, durant le Siège de Gênes, entre 3 000 Français sous les ordres du général Gardanne et 20 000 Autrichiens sous les ordres du général Mélas. Mélas atteignit dès le lendemain Savone, rejetant Suchet vers l'ouest.

## Économie
Grâce à sa proximité avec Savone, il fonde une de ses principales activités économiques sur l’industrie. La commune abrite des activités industrielles, notamment dans le secteur pétrolier, mécanique, alimentaire et de la transformation du bois.
Il insiste en partie sur le territoire communal sur l’une des plus grandes centrales thermiques à charbon d’Italie. En outre, l’agriculture est encore pratiquée sur le territoire avec des productions et des cultures de fruits et légumes. La production d’huile d’olive et de vin est également discrète. En 2006, la commune de Quiliano a obtenu de Legambiente le drapeau vert.

## Culture

### Musées
- Le Spazio Arte Contemporanea Sperimentale est un vaste espace d’exposition géré par la municipalité consacré à l’art contemporain où il est possible d’organiser des expositions, des conférences, des concerts et d’autres événements culturels. Inauguré à l’été 2005, il abrite la prestigieuse villa du XIXe siècle appelée « villa Maria » située sur la place de la Constitution.

### Peintures murales
- Dans le long fleuve en 2018 ont été réalisés une vingtaine de peintures murales, des plus variées techniques et thématiques
- Certaines de ces peintures murales abordent des thèmes sociaux et d’importants faits d’actualité contemporaine, comme les deux peintures murales réalisées par les artistes génois Enzo Dente et Nicola Soriani pour commémorer les victimes du pont Morandi.

## Administration
| Période                                  | Période | Identité | Étiquette | Qualité |
| ---------------------------------------- | ------- | -------- | --------- | ------- |
|                                          |         |          |           |         |
| Les données manquantes sont à compléter. |         |          |           |         |

### Hameaux
Cadibona, Montagna, Roviasca, Valleggia.

### Communes limitrophes
Altare, Mallare, Orco Feglino, Savone, Vado Ligure, Vezzi Portio.